# 执政官宫 (贝加莫)
执政官宫（意大利语：Palazzo del Podestà）是意大利贝加莫市的一座历史建筑，位于上城的老广场（Piazza Vecchia），设有十六世纪博物馆（Museo del Cinquecento），是贝加莫历史博物馆的一部分，博物馆由贝加莫基金会管理。 

## 位置
执政官宫的历史体现了贝加莫城市的历史。其位置分割了两个广场：一个是老广场（Piazza Vecchia），是行政中心理性宫（Palazzo della Ragione）的所在地，理性宫有一个古老的楼梯与执政官宫相连；另一个是主教座堂广场（piazza del Duomo），是宗教中心贝加莫圣味增爵圣亚历山大主教座堂的所在地。这一侧有一座钟楼，每晚10点钟敲100响。

## 历史
该建筑由吉伯林派的苏阿尔迪家族建于12世纪。归尔甫派和吉伯林派之间的血腥斗争导致苏阿尔迪家族失去了对该建筑的所有权，为市政当局拥有，此后直到14世纪末，一直由执政官居住。
1477年，布拉曼特绘制了壁画，描绘古代哲学家。 ·  . 

## 威尼斯时代历史博物馆
2012年，建筑内开设了威尼斯时代历史博物馆（Musée historique de l'âge vénitien）。分为七个互动室，通过从威尼斯到贝加莫的旅程，前往中世纪，访问威尼斯共和国时期，贝加莫的历史，包括威尼斯城墙、教堂和修道院，城墙外的集市。

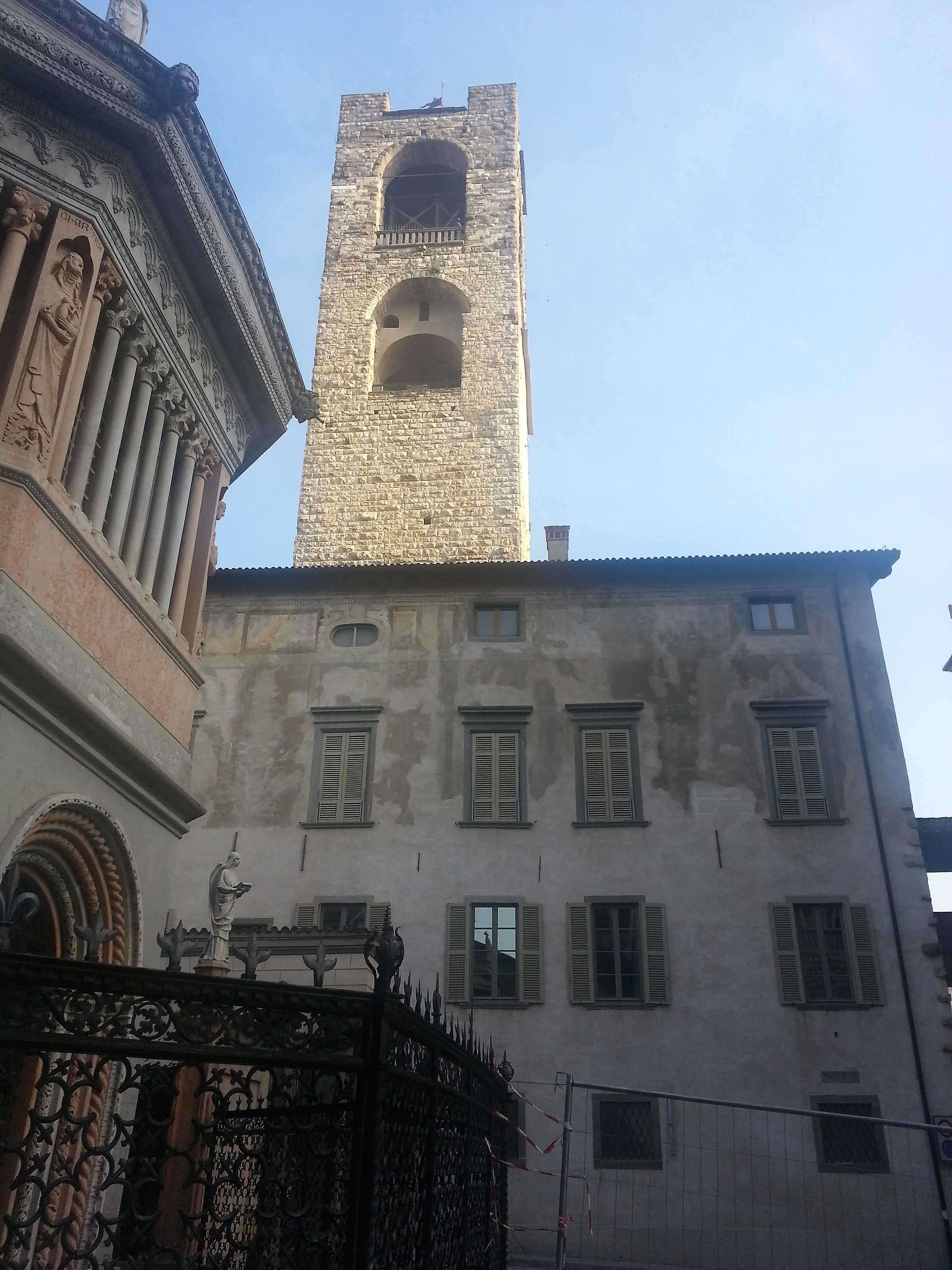
主教座堂广场的立面与钟楼
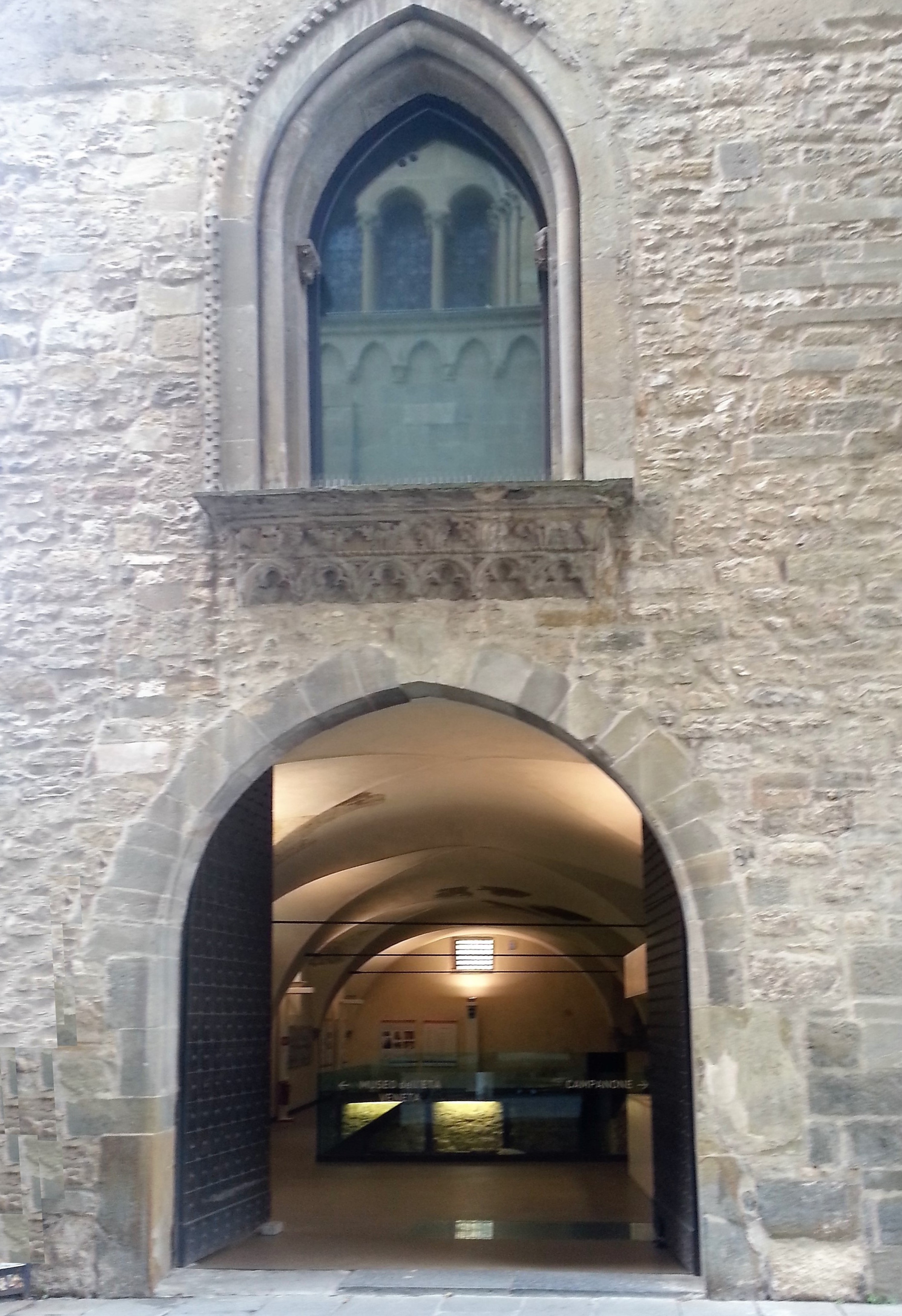
十六世纪博物馆的入口
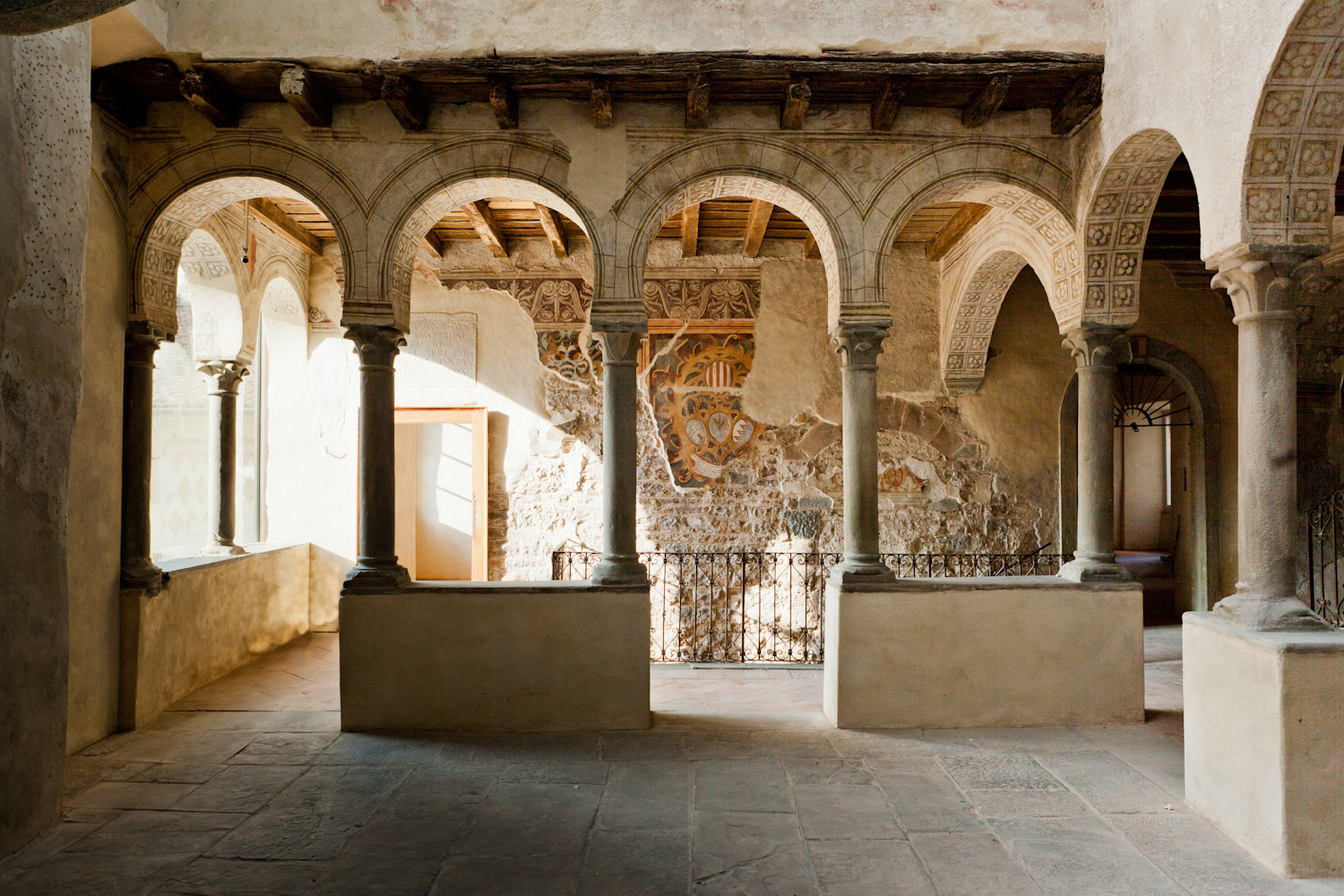
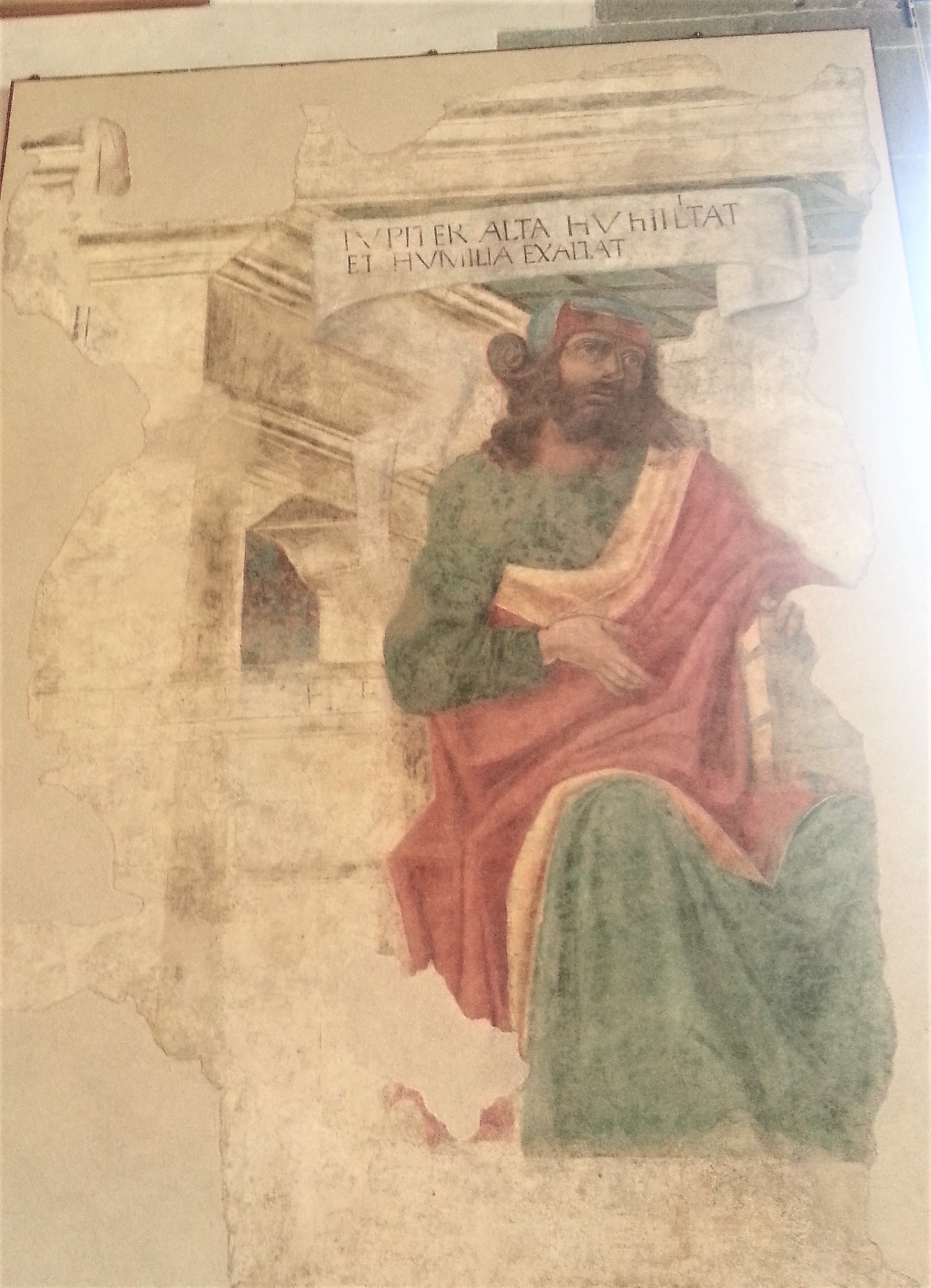
壁画